# 5565 Укьонодайбу
5565 Укьонодайбу (5565 Ukyounodaibu) — астероїд головного поясу, відкритий 10 листопада 1991 року.
Тіссеранів параметр щодо Юпітера — 3,263.
Названо на честь Укьонодайбу (яп. うきょうのだいぶ(右京大夫) укьо: нодайбу).